# Encyclopaedia Hebraica

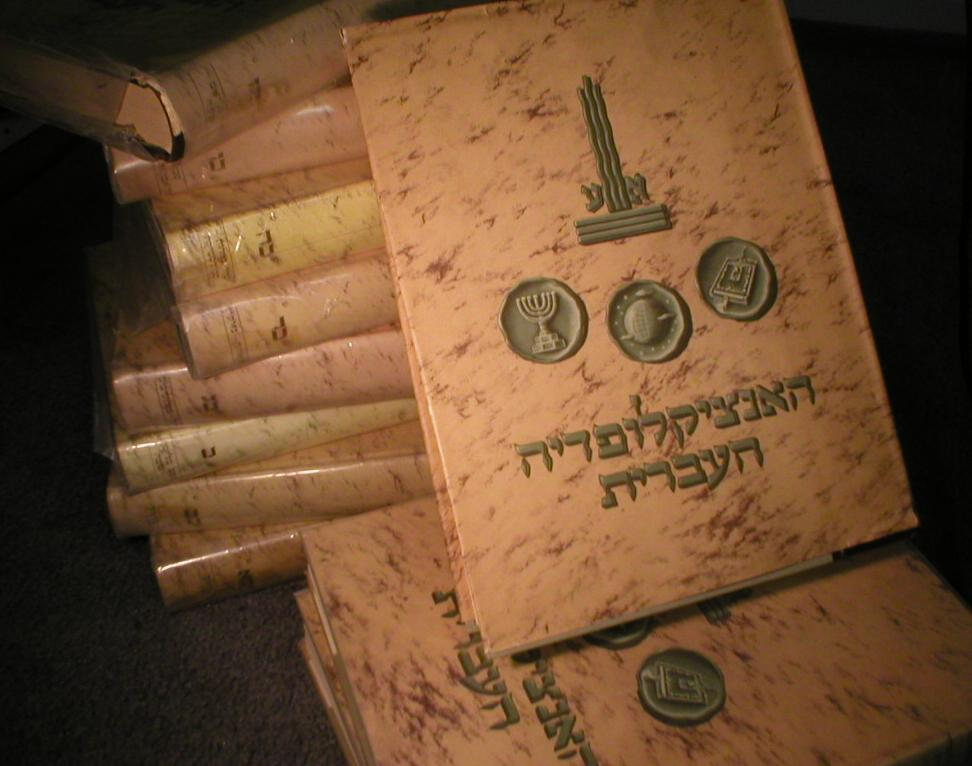
Az enciklopédia kötetei. A kötetek gerincén található héber betűk jelzik a kötet számát.

Az Encyclopaedia Hebraica (héberül: האנצקלופדיה העברית) a héber nyelv egyik legnagyobb enciklopédiája, amelyet a 20. század második felében adtak ki.

## Története
Joseph Klausner professzor szerkesztésében először Bracha Peli kiadója jelentetett meg egy hatkötetes Általános Enciklopédiát (General Encyclopedia) a mai Izrael területén. Bracha Peli fia, Alexander egy nagyszabású és héber nyelvű enciklopédia kiadását tervezte.
Az Encyclopaedia Hebraica elképzelése végül 1944 nyarán kezdett formát ölteni, amikor megalakult az a bizottság, amely az enciklopédia tartalmát és céljait határozta meg. Az első kötet nyomtatása 1948-ban, Izrael állam megalapításának évében kezdődött. A projekt védnökének Izrael első elnökét, Háim Weizman professzort kérték fel.
Az első kötetben az álef (א) betűhöz tartozó cikkek voltak, egészen Ausztráliáig (אוסטרליה). Az enciklopédia első fényképe abban a kötetben jelent meg, amely Izrael állam megalapításának kikiáltásáról szóló cikket tartalmazta. Az enciklopédiának összesen 32 kötete jelent meg, az utolsó cikk a tisri (תשרי) hónapról szól.
Az első kötet bevezetőjében a kiadó 5-6 évre becsülte azt az időt, amely az enciklopédia megjelentetéséhez kell:
Hiszünk abban, hogy sikerül kivételes tartalommal megtölteni a különleges borítást és kötetről kötetre hozzáadunk értékeihez, és hogy mind a 16 kötetet sikerült megjelentetni öt vagy hat éven belül és az egész projekt eléri célkitűzéseit.
A valóságban azonban több, mint 30 éven keresztül tartott az enciklopédia megírása, és csak 1980-ban - negyed századdal az eredetileg kitűzött dátum után - sikerült kiadni az összes kötetet. Az enciklopédia ekkor 32 kötetből állt, de az idők során egy további kötetet (I. Melléklet) is kiadtak, amely az 1-16. köteteket frissítette. A 32. kötet befejezése után jelent meg a II. Melléklet. 1985-ben adták ki az enciklopédia indexét és 1995-ben a III. Mellékletet, amely a II. Mellékletet frissítette. A III. Melléklettel együtt adtak ki két további kötetet, amely elsősorban Izrael állammal és Izrael földjével kapcsolatos cikkeket tartalmazott.
Az enciklopédia első szerkesztője Joseph Klausner professzor volt, de a projekt hossza miatt ezt a pozíciót később Benzion Netanyahu, Yeshayahu Leibowitz, Nathan Rotenstreich, Yehoshua Gutman és Joshua Prawer is betöltötte. Az enciklopédia szerkesztését mindvégig Alexander Peli felügyelte, és a cikkeket több, mint 250 közreműködő írta, többek között 15 Nobel-díjas zsidó tudós.
A kötetek megírásának és kiadásának ideje alatt az enciklopédia elismertsége olyan nagy lett, hogy egyesek mindent elkövettek azért, hogy bekerüljenek. Bracha Plai szerint az egyik cikkíró öngyilkossággal fenyegetőzött, ha nem készül róla is egy cikk. Később számos vita forrása volt, hogy ki írjon meg egy adott cikket, mivel a szerzők között éles politikai vagy tudományos nézeteltérések voltak.
A kiadóvállalat alapítója, Bracha Peli halála után a Schocken Books szerezte meg az enciklopédia kiadásának jogát

## Jellemzői
Az enciklopédia készítőinek célkitűzéseit jól jellemzi az enciklopédia alcíme: Általános, zsidó és izraeli. Az enciklopédia cikkei minden általános témával foglalkoznak, de elsősorban zsidó-izraeli szemszögből. Kiemelt helyet kaptak a zsidósággal, a zsidókkal, Izraellel foglalkozó cikkek, amelyek elég részletesen fejtik ki az adott témát. Az életrajzi cikkekben a szerzők általában kiemelten hangsúlyozták az illető zsidóságát, illetve hatását a zsidó népre. A leghosszabb életrajzi cikk Herzl Tivadarról szól, a leghosszabb nem-zsidó személyről szóló cikk pedig Goethe-ről.

## Lásd még
- Héber nyelv